# جنفييف جراد
جنفييف غابرييل جراد (بالفرنسية: Geneviève Gabrielle Grad)‏ (5 يوليو 1944 - 8 نوفمبر 2024)، هي ممثلة فرنسية.

## روابط خارجية
- جنفييف جراد على موقع IMDb (الإنجليزية)
- جنفييف جراد على موقع روتن توميتوز (الإنجليزية)
- جنفييف جراد على موقع ألو سيني (الفرنسية)
- جنفييف جراد على موقع ميوزك برينز (الإنجليزية)
- جنفييف جراد على موقع أول موفي (الإنجليزية)
- جنفييف جراد على موقع قاعدة بيانات الأفلام السويدية (السويدية)
- جنفييف جراد على موقع ديسكوغز (الإنجليزية)
- جنفييف جراد على موقع قاعدة بيانات الفيلم (الإنجليزية)